# Vagn Ågesen
Vagn Ågesen eller Vagn Åkesson var en nordboer i slutningen af 900-tallet, der nævnes i Jómsvíkinga saga. I en alder af angiveligt 12 år, hvor han allerede var kriger, blev han en del af jomsvikingerne. Ifølge Jómsvíkinga saga var Vagn søn af Åge, der var søn af jomsvikingernes høvding Palnatoke og Thorgunna, der var datter af Vesete af Bornholm. Imponeret over den unge mands mod lod Palnatoke ham vise sit værd i en duel mod Sigvald Jarl, som Vagn besejrede. Herefter blev han en del af jomsvikingerne på trods af, at man normalt skulle være 18 år for at få lov.
Palnatoke adopterede Vagn, som han beskrev som en af de mest frygtløse jomsvikingerne. Vagns mod står i skarp kontrast til den pragmatisme, som Sigvald udviste. Efter Palnatokes død blev Sigvald leder af jomsvikingerne. Under slaget ved Hjörungavágr beordrede han en retræte, hvilket Vagn nægtede at adlyde. Ifølge sagaen kastede Vagn et spyd mod Sigvald, men ramte ikke. Under slaget dræbte han Torkil Leira, som han havde svoret, og Vagn formåede at overleve slaget og blev efterfølgende løsladt af Erik jarl, mens Sigvald blev latterliggjort.